# Costanzo Angelini

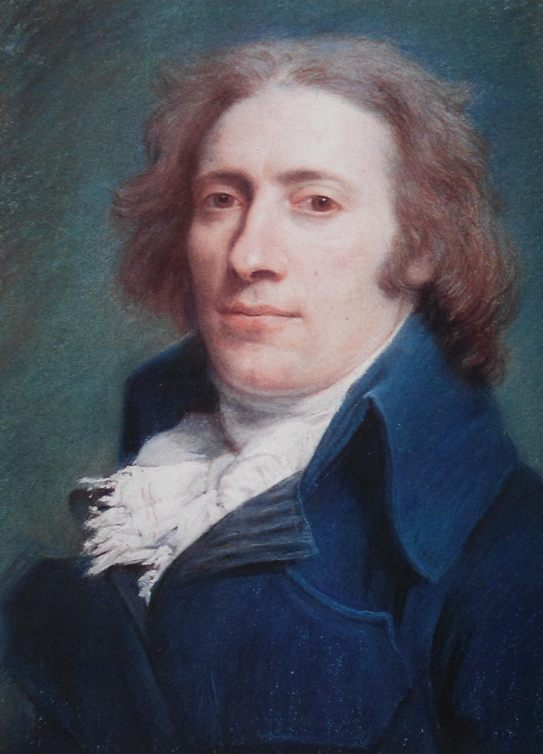
Autorretrato (1801)

Costanzo Angelini (Santa Giusta, Amatrice, 22 de octubre de 1760-Nápoles, 22 de junio de 1853) fue un pintor, grabador y literato italiano. Está considerado uno de los mejores retratistas italianos de la primera mitad del XIX.
Hijo de Francesco y Francesca de Laurentis. En Roma hizo estudios literarios y se dedicó a la pintura al frecuentar el estudio de Marco Caprinozzi, alumno de Pietro Bianchi, quien procedía de la escuela de los Carracci. Después frecuentó la Academia de San Lucas y fue discípulo de Domenico Corvi. Se estableció en Nápoles en 1790, donde se casó con Mariangela Rega, con quien tuvo seis hijos (uno de ellos el escultor Tito Angelini). Fue el encargado de diseñar los vasos griegos de la colección del ministro inglés William Hamilton, diplomático en la corte de Fernando IV de Nápoles. El marqués de Vivenzio también le comisionó el diseño de su colección de vasos pero no pudo realizar tal encargo a causa de los motines de 1799.
Dio clase primero en la Academia de Dibujo de la Manufactura de San Carlo alle Mortelle, luego en la Real Fábrica de Porcelanas de Capodimonte. En 1808 fue nombrado revisor de la Real Estampa y tesorero de la Escuela de Dibujo. Obtuvo la cátedra de la escuela de Dibujo de la Real Academia de Bellas Artes de Nápoles. En 1812 fue nombrado director de la Escuela de Grabado. Fue pintor de corte y a partir de 1813 tuvo el cargo de superintendente de la restauración de las pinturas del Museo Borbónico.
Escribió numerosas obras de carácter didáctico, inspiradas en la estética neoclásica. Fue una figura fundamental en la instrucción de los jóvenes artistas del sur de Italia. Entre sus alumnos figuraron los pintores Filippo Balbi, Domenico Caldara, Federico Maldarelli, Giuseppe Mancinelli, Vincenzo Marinelli, Vincenzo Morani y Floriano Pietrocola.
Murió con noventa años de edad y está sepultado en la iglesia del Arco, perteneciente al sedile de Porto.

## Obras
- Retrato de un caballero (1796), Nápoles, Museo de Villa Livia
- Retrato del hermano Loreto y autorretrato (1801), Nápoles, Academia de Bellas Artes de Nápoles
- Retrato de la mujer del glittico F. Rega,Caterina Rega (Nápoles, Collezione Rega)
- Retrato de María Carolina de Austria, Nápoles, Museo de San Martino
- Retrato de Niccola Zingarelli, Nápoles, Museo de San Martino
- Retrato de Carolina Murat, Nápoles, Museo de San Martino
- Retrato de Filippo Tagliolini, Nápoles, Museo de San Martino
- Retrato de José Bonaparte (1809), Caserta, Palacio Real de Caserta
- Retrato de Giuseppe Piazzi, Nápoles, Observatorio Astronómico de Capodimonte
- Retrato de Horatio Nelson
- Retrato de Angelo Maria Ricci
- Retrato del príncipe de Avella
- Retrato de Melchiorre Delfico
- Retrato del marqués Venuti
- Retrato de Nicolò Zingarelli
- Retrato de Bruno Amantea
- Retrato del duque de Carigliano (dibujo)
- Batallia de Abukir (1813), Museo de Capodimonte

## Escritos
- Costanzo Angelini (1820). Alcune idee di Costanzo Angelini per promuovere le arti liberali (Internet Archive edición). Nápoles: Francesco del Vecchio.
- Costanzo Angelini (1821). Osservazioni sulle accademie pittoriche per rendersi utili (Internet Archive edición). Nápoles: dalla Tipografia Cataneo del Reale Albergo dei Poveri.
- Costanzo Angelini (1827). Sonetti (Internet Archive edición). Nápoles: dalla Tipografia del Regio Incisore C. Cataneo Vico Colonne Cariati n. 22.
- Costanzo Angelini (1827). Sonetti in onore del cavaliere Niccola Zingarelli (Internet Archive edición). Nápoles: dalla Tipografia del Regio Incisore C. Cataneo Vico Colonne Cariati n. 22.
- Costanzo Angelini (1829). La pittura: ottave (Internet Archive edición). Nápoles: da tipi di Cataneo.
- Francesco Alberi (1840).  Costanzo Angelini, ed. Discorso sul disegno di Francesco Alberi pronunziato da lui medesimo (Internet Archive edición). Nápoles: Cataneo.